# День незалежності Йорданії
День незалежності (араб. عيد الاستقلال, трансліт. ʿīd al-istiqlāli) — подія в Йорданії, що відзначає її незалежність від Сполученого Королівства.
Після Першої світової війни хашимітська армія Великого арабського повстання захопила й убезпечила сучасну Йорданію. Повстання було розпочато Хашимітами під проводом Шаріфа Хусейна з Мекки проти Османської імперії. Повстання було підтримано союзниками у Першій світовій війні, включаючи Великобританію та Францію.
Емір Абдулла та британські вели переговори про незалежність, договір був підписаний 22 березня 1946 року, знадобилося два роки, щоб Йорданія стала повністю незалежною, у березні 1948 року Йорданія підписала з Великобританією ще один договір, у якому були зняті всі обмеження суверенітету, щоб Йорданія стала повністю незалежною.
Йорданія стала повноправним членом ООН і Ліги арабських держав у грудні 1955 року. Після здобуття незалежності в 1952 році Йорданія заснувала свій парламент, який складався з двох палат: Сенату та Палати представників.
Свято, що відбувається щорічно 25 травня, зазвичай відзначається офіційними церемоніями, у яких беруть участь члени дому Хашим, а також цивільні та військові посадові особи. Вручення нагород, політичні промови та дипломатичні візити — звичне явище на святі. У збройних силах Йорданії протягом дня звичайними є церемонії представлення бойових дій і національні/підрозділові військові паради, а також салют із 21 гармати в столиці. На цивільному рівні відбуваються святкові заходи та заходи, в тому числі феєрверки та спеціальні релігійні служби.